# 布勒克 (新澤西州)
布勒克（英語：Bullock）是位於美國新澤西州伯靈頓縣及海洋縣的非建制地區。

## 地理
布勒克所處的海拔為高於海平面44米（即144英呎），而該地所採用的時區為UTC-5，即北美东部时区（EST）。同時該地設有夏令時間，為UTC-5調快一小時，即UTC-4（EDT）。